# Coronel Bicaco
Coronel Bicaco est une municipalité brésilienne de l'État du Rio Grande do Sul dans la Microrégion d'Ijuí.